# Theresa Heyd
Theresa Heyd (* 2. März 1980 in Hof) ist eine deutsche Anglistin und Hochschullehrerin.

## Leben
Von 1999 bis 2004 studierte sie zur Literaturübersetzerin (Anglistik, Romanistik, Germanistik) an der Universität Düsseldorf und der University of Reading (Diplom). Nach der Promotion 2007 im Fach Anglistik in Düsseldorf war sie von 2018 an Professorin für Englische Sprachwissenschaft an der Universität Greifswald.
Seit April 2024 ist Heyd Inhaberin des Lehrstuhls für Englische Sprachwissenschaft an der Universität Heidelberg.

## Schriften (Auswahl)
- Email hoaxes. Form, function, genre ecology. Amsterdam 2008, ISBN 978-90-272-5418-4.
- mit Ferdinand von Mengden und Britta Schneider (Hrsg.): The sociolinguistic economy of Berlin. Cosmopolitan perspectives on language, diversity and social space. Berlin 2019, ISBN 1-5015-1656-6.
- 2016.  Narratives of belonging in the digital diaspora: Corpus approaches to a cultural concept.  Open Linguistics 2(1): 287–299.
- 2015.  The metacommunicative lexicon of Nigerian Pidgin.  World Englishes 34(4): 669–687.
- 2014.  Folk-linguistic landscapes: The visual semiotics of digital enregisterment.  Language in Society 43(5): 489–514.
- 2014.  Dude, Alter! A tale of two vocatives.  Pragmatics and Society 5(2): 271–295.
- 2014.  Doing race and ethnicity in a digital community: Lexical labels and narratives of belonging in a Nigerian web forum.  Discourse, Context & Media 4/5: 38–47.
- 2011.  Unreliability: the pragmatic perspective revisited. Journal of Literary Theory 5(1): 3–17.
- 2010.  How you guys doin’? Staged orality and emerging plural address in the television series Friends.  American Speech 85(1): 33–66.
- 2006.  Understanding and handling unreliable narratives: a pragmatic model and method.  Semiotica 162: 217–243.